# Alpinia purpurata
Alpinia purpurata ist eine Pflanzenart aus der Gattung Alpinia in der Familie der Ingwergewächse (Zingiberaceae). Sie wird in tropischen Parks und Gärten als Zierpflanze und als Schnittblume verwendet.

## Beschreibung

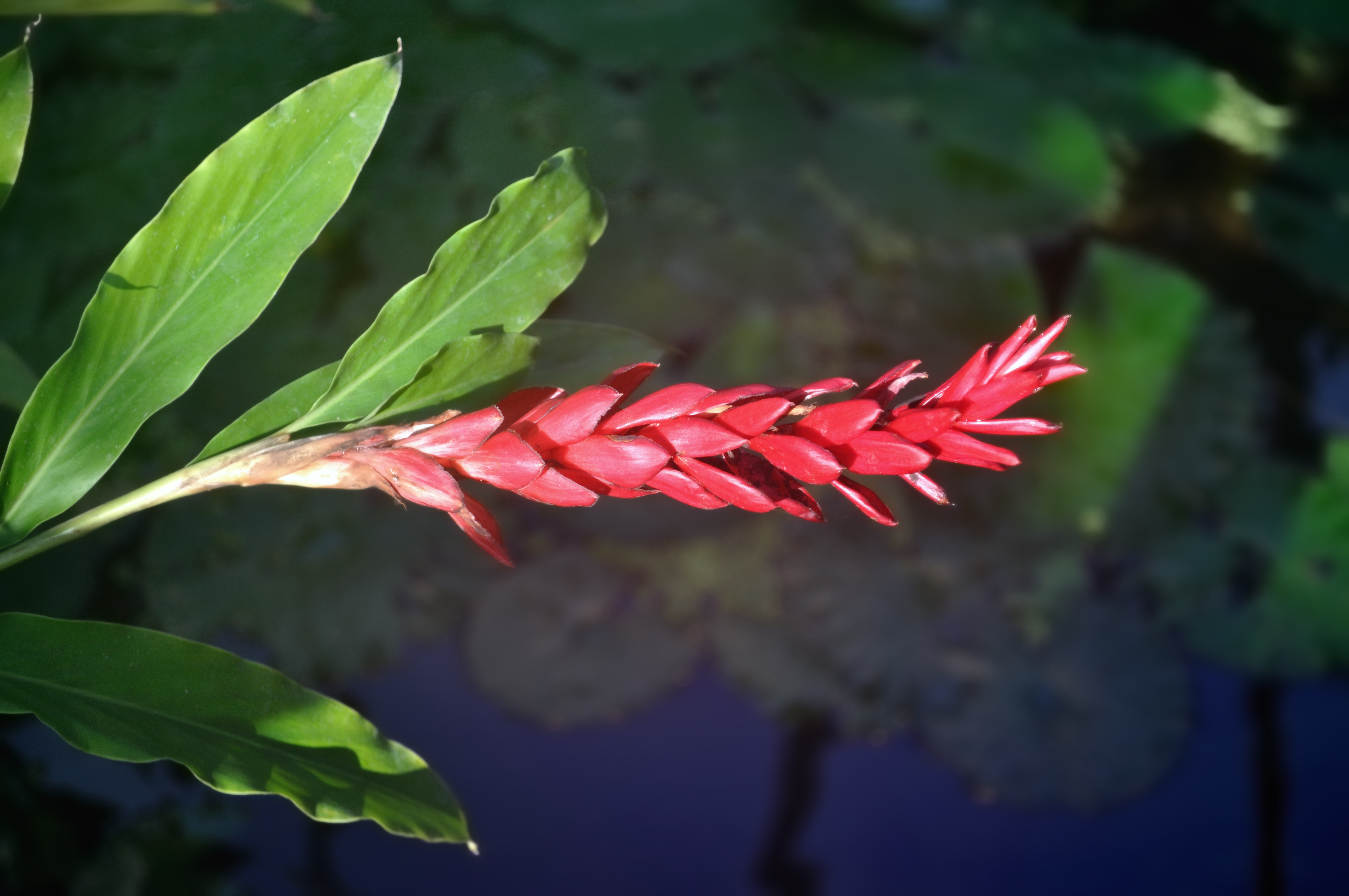
Blütenstand

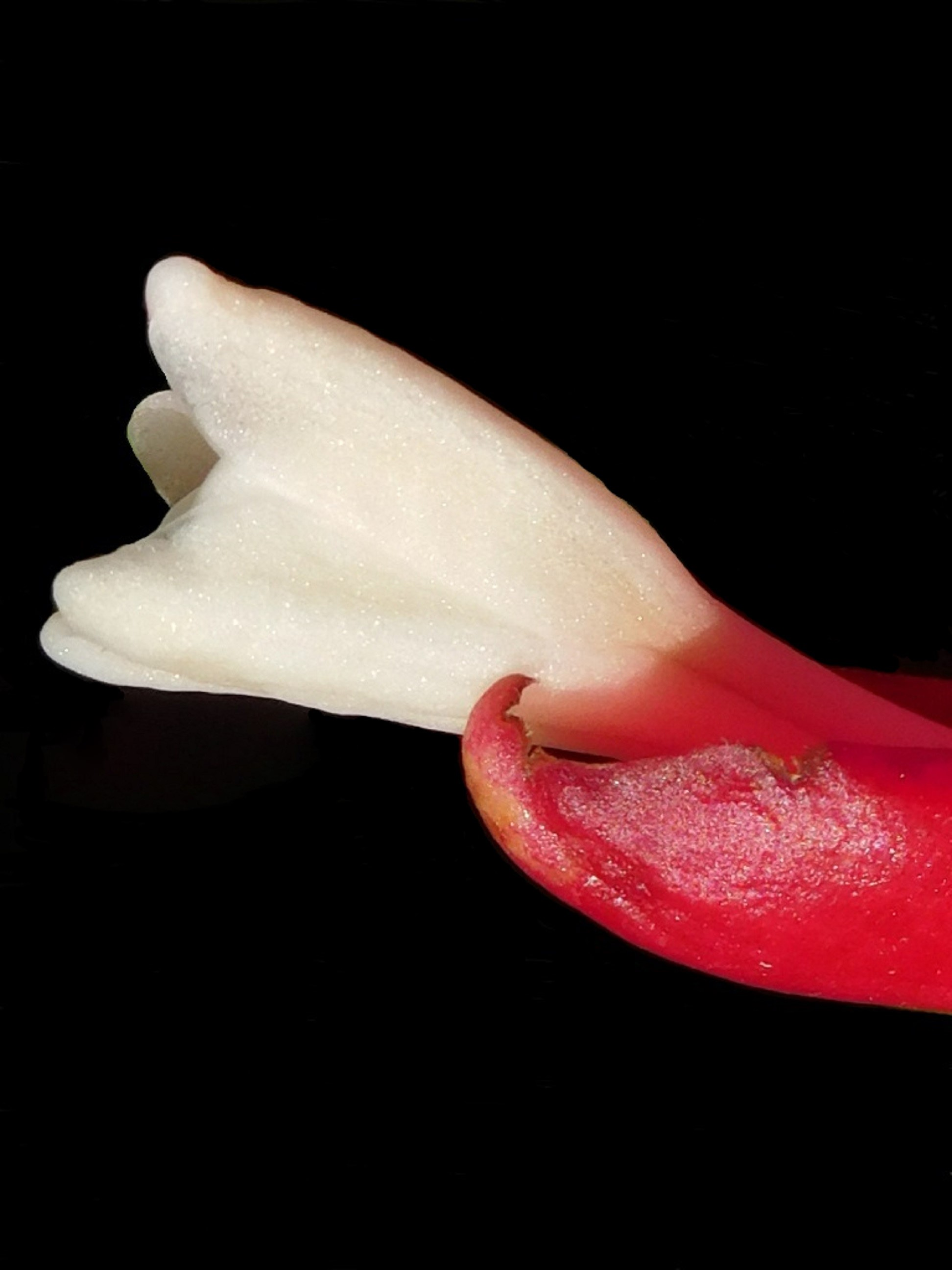
Zygomorphe Blüte

### Vegetative Merkmale
Alpinia purpurata wächst als ausdauernde krautige Pflanze und erreicht Wuchshöhen von 2 bis 3 Metern.
Die wechselständig angeordneten Laubblätter sind kurz gestielt. Die glänzend grüne, einfache Blattspreite ist bei einer Länge von meist 30 bis 70, selten bis zu 80 Zentimetern und einer Breite von 10 bis 22 Zentimetern lanzettlich.

### Generative Merkmale
Die endständigen, bis zu 30 Zentimeter langen Blütenstände tragen meist rote (gelegentlich rosafarbene oder weiß bei kultivierten Formen), bei einer Länge von bis zu 3 Zentimetern eiförmige oder breit-eiförmige Hochblätter. In den Achseln der Hochblätter befinden sich je ein bis zwei, selten bis fünf Blüten über rötlichen Deckblättern.
Die zwittrigen Blüten sind zygomorph und dreizählig mit doppelter Blütenhülle. Die rötliche Kelchröhre ist meist 1,7 bis 2, selten bis zu 2,7 Zentimeter lang und kahl. Die Krone ist weiß. Das weiße Labellum besitzt zwei seitliche Lappen und einen zentralen Bereich der dreilappig ist oder fast ganzrandig und etwa so lang wie die Kronlappen. Die Staubblätter sind 6 bis 7 Millimeter lang. Der Fruchtknoten ist 3 bis 4 Millimeter lang und kahl.
Alpinia purpurata bildet bei einem Durchmesser von 2 bis 3 Zentimetern fast kugelförmige Kapselfrüchte mit kantigen Samen, die einen Durchmesser von 3 Millimetern aufweisen.

## Ökologie
Die Vermehrung geschieht über die Rhizome oder die Ausbreitung von Samen.

## Verbreitung
Alpinia purpurata stammt ursprünglich aus Papua-Neuguinea, Neukaledonien, den Salomonen und Vanuatu. Alpinia purpurata ist in vielen tropischen Regionen, wie zum Beispiel auf Hawaii und Puerto Rico ein Neophyt.

## Verwendung
Alpinia purpurata wird als Zierpflanze verwendet. Die Blütenstände werden als Schnittblumen gehandelt, Hawaii exportierte im Jahr 2005 Alpinia purpurata im Wert von 680.000 $.